# Escobaria vivipara
Escobaria vivipara ist eine Pflanzenart in der Gattung Escobaria aus der Familie der Kakteengewächse (Cactaceae). Das Artepitheton vivipara leitet sich vom lateinischen Wort viviparus ab und bedeutet ‚lebend gebärend‘. Der Bezug auf die Art ist unklar. Trivialnamen sind „Arizona Beehive“, „Beehive Cactus“, „Biscuit Cactus“, „Desert Beehive Cactus“, „Desert Cactus“, „Estrella de la Tarde“, „Foxtail Cactus“, „Hens and Chickens“, „Showy Pincushion“ und „Spiny Star Cactus“.

## Beschreibung
Escobaria vivipara wächst selten einzeln und bildet in der Regel Gruppen. Die kugelförmigen Triebe erreichen Wuchshöhen von bis zu 7 Zentimeter. Die Bedornung verdeckt die Triebe kaum. Ihre auffälligen Warzen sind bis zu 12 Millimeter lang. Die häufig haarartigen Dornen sind durchscheinend und glänzend. Die drei bis sieben einheitlich orange oder braun gefärbten Mitteldornen sind spreizend und kräftig. Die etwa 16 ausstrahlenden Randdornen sind weiß.
Die Blüten sind leuchtend rosafarben bis violett. Sie sind bis zu 6 Zentimeter lang und erreichen Durchmesser von 5 Zentimeter. Die grünen, ellipsoiden Früchte sind bis zu 2,5 Zentimeter lang und weisen Durchmesser von 1,5 Zentimeter auf. An ihrer Spitze sind sie häufig mit Schuppen besetzt.

## Verbreitung, Systematik und Gefährdung
Escobaria vivipara ist in den kanadischen Prärieprovinzen Alberta, Saskatchewan und Manitoba, den Vereinigten Staaten sowie den mexikanischen Bundesstaaten Chihuahua, Coahuila und Sonora weit verbreitet. 
Die Erstbeschreibung als Cactus viviparus durch Thomas Nuttall wurde 1813 veröffentlicht. Franz Buxbaum stellte die Art 1951 in die Gattung Escobaria. Weitere nomenklatorische Synonyme sind Mammillaria vivipara (Nutt.) Haw. (1819), Echinocactus viviparus (Nutt.) Poselg. (1853), Mammillaria radiosa f. vivipara (Nutt.) Schelle (1907, unkorrekter Name ICBN-Artikel 11.4) und Coryphantha vivipara (Nutt.) Britton & Rose (1913).
In der Roten Liste gefährdeter Arten der IUCN wird die Art als „Least Concern (LC)“, d. h. als nicht gefährdet geführt.

## Nutzung
Die Früchte wurden medizinisch genutzt.

## Nachweise